# Hélène Campinchi

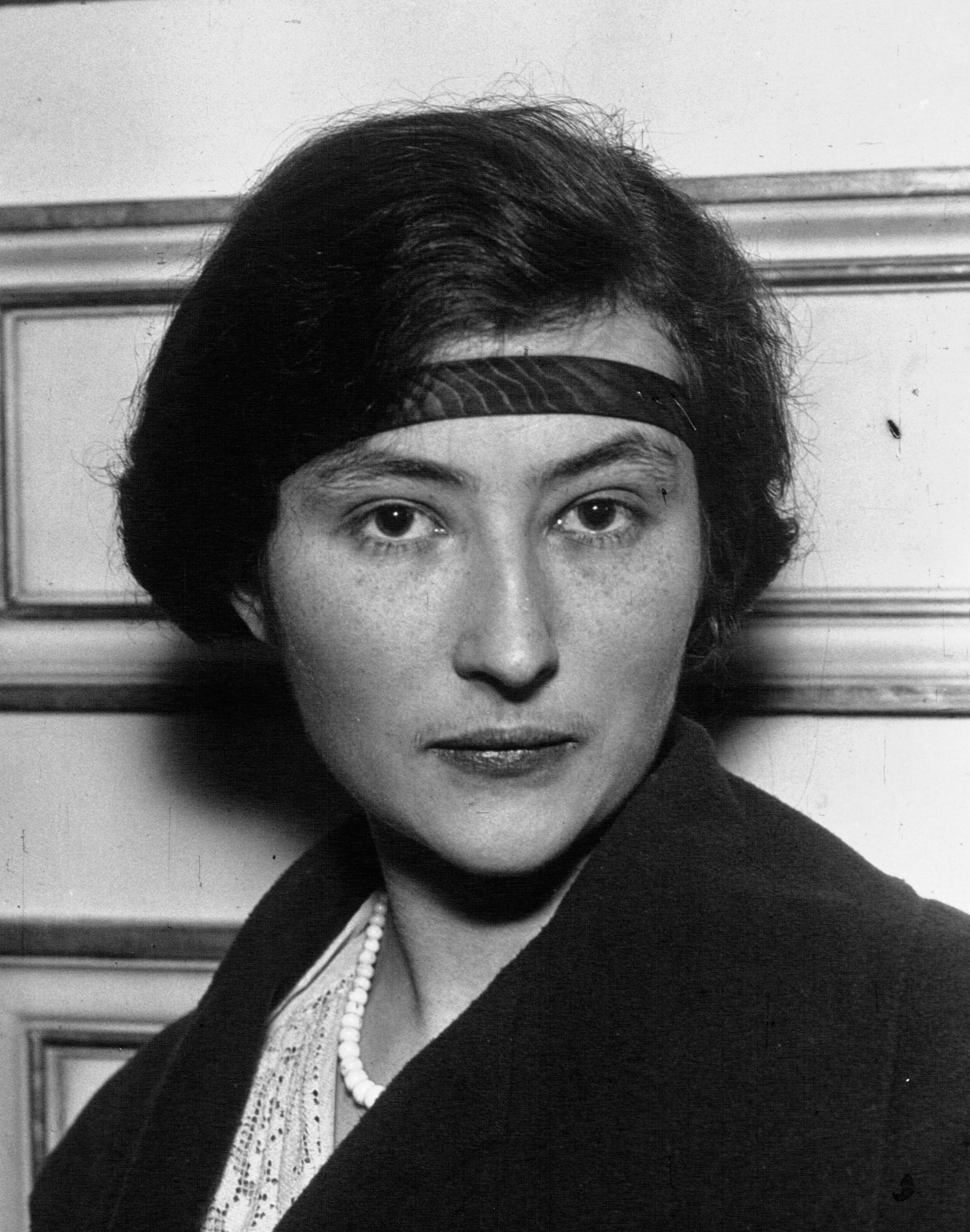
Hélène Campinchi 1920

Hélène Campinchi (geboren als Lasthénie Blanche Hélène Landry am 10. Mai 1898 in Paris; gestorben am 19. Februar 1962 in Saint-Mandé) war eine französische Anwältin, Beamtin und Widerstandskämpferin.

## Leben

### Familie
Hélène Landry war die Tochter von Adolphe Landry, einem französischen Politiker, der verschiedene Ministerämter bekleidete. Marguerite Pichon-Landry, Marie Long-Landry und Lasthénie Thuillier-Landry waren ihre Tanten und Olivier Long ein Cousin. Sie war die Älteste von drei Geschwistern und heiratete 1925 den späteren Minister César Campinchi.

### Ausbildung und Laufbahn
1920 erwarb sie einen Abschluss in Philosophie (licence de philosophie) und einen Abschluss in Rechtswissenschaften (licence de droit). Im Jahr darauf wurde sie Anwältin am Cour d’appel de Paris (Berufungsgericht) und trat der Pariser Anwaltskammer bei.
Hélène Landry trat 1920 als stellvertretende Leiterin des Zivilkabinetts in das Kabinett des Marineministers, ihres Vaters, ein. Sie war damit die erste Frau, die einen Posten in einem Ministerkabinett bekleidete. Sie folgte ihrem Vater, als er 1924 zum Minister für öffentliche Bildung ernannt wurde. 1930 wurde sie Referentin im Arbeitsministerium, das ihr Vater ab 1931 als Minister leitete.
Abgesehen von der Zeit zwischen Januar und März 1938, als César Campinchi, ihr Ehemann, als Justizminister tätig war, übte er von 1937 bis 1940 das Amt des Marineministers aus, und Hélène Campinchi war in diesen beiden Ministerien als Beauftragte tätig.
Als Beauftragte von François de Menthon leitet sie die Kommission, die die Verordnung vom 2. Februar 1945 über die straffällige Kindheit verfasste, und setzte damit den Entschließungsantrag ihres Mannes über die straffällige Kindheit aus dem Jahr 1937 in die Tat um. Sie wollte, dass diese Reform das Fachwissen der Richter erhöht, die Wiedereingliederung von Jugendlichen erleichtert und den Sozialarbeitern eine größere Rolle zuweist. In den Diskussionen um den Zugang von Frauen zu Richterämtern setzte sie sich mit den Abgeordneten Edouard Dupreux und Germaine Poinso-Chapuis für einen gleichberechtigten Zugang von Frauen zum Beruf ein. Ihre Rolle bei François de Menthon ermöglichte es ihr, Stellen für Richterinnen an den Jugendgerichten zu schaffen und diese Gerichte im Rahmen der Verordnung vom 2. Februar 1945 zu modernisieren.
Sie war Verwaltungsrätin in mehreren Kinderschutzvereinen (Service social de l’enfance, La Tutélaire, Union des sociétés de patronage) und setzte diese Funktionen auch nach dem Krieg fort. 1951 gehörte sie zusammen mit Marcelle Kraemer-Bach und Marie-Hélène Lefaucheux zu einer französischen Delegation bei den Vereinten Nationen.

### Zweiter Weltkrieg
Am 16. Juni 1940 flüchten Hélène Campinchi und ihr Mann César an Bord der Massilia nach Algerien. Sie lebten in Casablanca und später in Algier unter Hausarrest, bevor sie nach Marseille zurückgebracht wurden, wo ihr Mann 1941 an einer Leberoperation starb. Danach schloss sie sich mit Pierre Mazé und seiner Radikalsozialistischen Partei sowie der zivilen als auch der militärischen Organisation der Résistance an. Sie spielte eine wichtige Rolle bei der Verteidigung der Angeklagten während des Prozesses in Riom. Im Juli 1944 wurde sie von der Gestapo verhaftet und im Gefängnis Fresnes inhaftiert. Ihre Rettung verdankte sie dem Vorrücken der alliierten Truppen.

### Politische Karriere
Hélène Campinchi trat als Gemeinderätin von Sari-d’Orcino und später als Vizepräsidentin des Generalrats von Korsika von 1945 bis 1955 in die Politik ein. Sie war Mitglied des Vorstands des Rassemblement des femmes républicaines, das dem Rassemblement des gauches républicaines angehörte und 1948 Vizepräsidentin der Parti républicain, radical et radical-socialiste. Sie war Vizepräsidentin des Nationalrats der radikalen Frauen (Conseil national des femmes Radicales). Außerdem hielt sie durch Vorträge über die Lafarge-Affäre Kontakt zu den Korsen der Alliance française in Tunis.

## Ehrungen
- Ritter der Ehrenlegion (1951)[2]
- Médaille de la Résistance (1946)
- Croix du combattant volontaire de la Résistance